# Sarki-Urál
A Sarki-Urál (oroszul Полярный Урал [Paljarnij Ural]) az oroszországi Urál hegylánc legészakibb része, közel a Kara-tengerhez. Közigazgatásilag Komiföldhöz és Jamali Nyenyecföldhöz tartozik. A hegylánc délen a Sarkközeli-Urállal folytatódik.

## Földrajz
A Sarki-Urál az Urál-hegységnek az északi Konsztantyinov Kameny hegytől (492 m) délnyugat felé a Hulga (Ljapin) folyó felső folyásáig terjedő része. 
Nyugaton a Pecsora-alföldhöz, keleten a Nyugat-szibériai-alföldhöz simul.
Hossza körülbelül 380 km, szélessége 40 km és 100 km között váltakozik. Letarolt alacsony- és középhegységek sorából áll, viszonylag magasra nyúló, meredek hegycsúcsok jellemzik. Központi gerincét kristályos pala, kvarcit, gneisz építi fel. Legmagasabb csúcsai:
- Paj-Jer (1499 m)
- Ngetyenape (1338 m)
- Hanmej (1333 m).

A területet a jégkorszakokban jégtakaró borította. Maradványai a gleccservölgyek, a kárfülkék, a sok apró tómedence és az alsó szintek morénái. Ma itt található az Urál eljegesedett területének legnagyobb része (kisebbik része a Sarkközeli-Urálban), de nem alkot összefüggő jégmezőt, hanem sok kis jégfoltból áll. Gleccserei rövidek, mozgásuk lassú; a legnagyobbak (az orosz földrajzi intézet nevét viselő gleccser, a Dolgusin-gleccser) hossza sem több 2 km-nél. Az állandóan fagyott föld nyáron csak kis mélységig enged fel, ezért nagyobb mocsarak szinte teljesen hiányoznak. 

### Éghajlat
Északi fekvése miatt éghajlata rendkívül hideg. Rövid, csapadékos az ősz, hűvös és rövid a tavasz. A magas platókat már szeptember elején hó fedi, és az olvadás ott csak júniusban kezdődik. A legmagasabb hegyeken a tél akár egy hónappal is tovább tart (8–9 hónapig), mégsem annyira zord, mint a hegylánc előterének sík vidékein. Nagyon gyakoriak és hevesek a hóviharok. A leghidegebb hónap, a február középhőmérséklete -19 °C, de a síkságon néha -50 fokos fagyok is előfordulnak. A júliusi középhőmérséklet a sík vidéken 12–14 °C, a magas platókon csak 9–10 °C. A meleg napok csak júniusban köszöntenek be, de éjszaka még ekkor is gyakran fagy. A meleggel megjelennek az északi tájak vérszívó szárnyas rovarai, a szúnyogok; felhőik elől nincs hova menekülni.
Augusztus végén a nyugati lejtőkön elkezdődnek a hóviharok, ugyanakkor a keleti lejtők völgyeiben szeptember közepéig még kellemes az idő. Ez a különbség más éghajlati tényezőknél is jelentkezik. Nyugaton jóval kevesebb a napsütéses órák száma, mint a melegebb keleti oldalon. A csapadék évi mennyisége a sík vidéken ugyan csak 400–600 mm, de a hegyekben 800–1200 mm; a nyugati oldalon két-háromszor annyi a csapadék és a hóréteg is jóval vastagabb, mint keleten. 
December második felében a sarkkörön túl beköszönt a sarki éjszaka, és az úgynevezett „fehér éjszakák” is (amikor a nap nem bukik teljesen a horizont alá) viszonylag korán, május közepén kezdődnek.

### Vízrajz

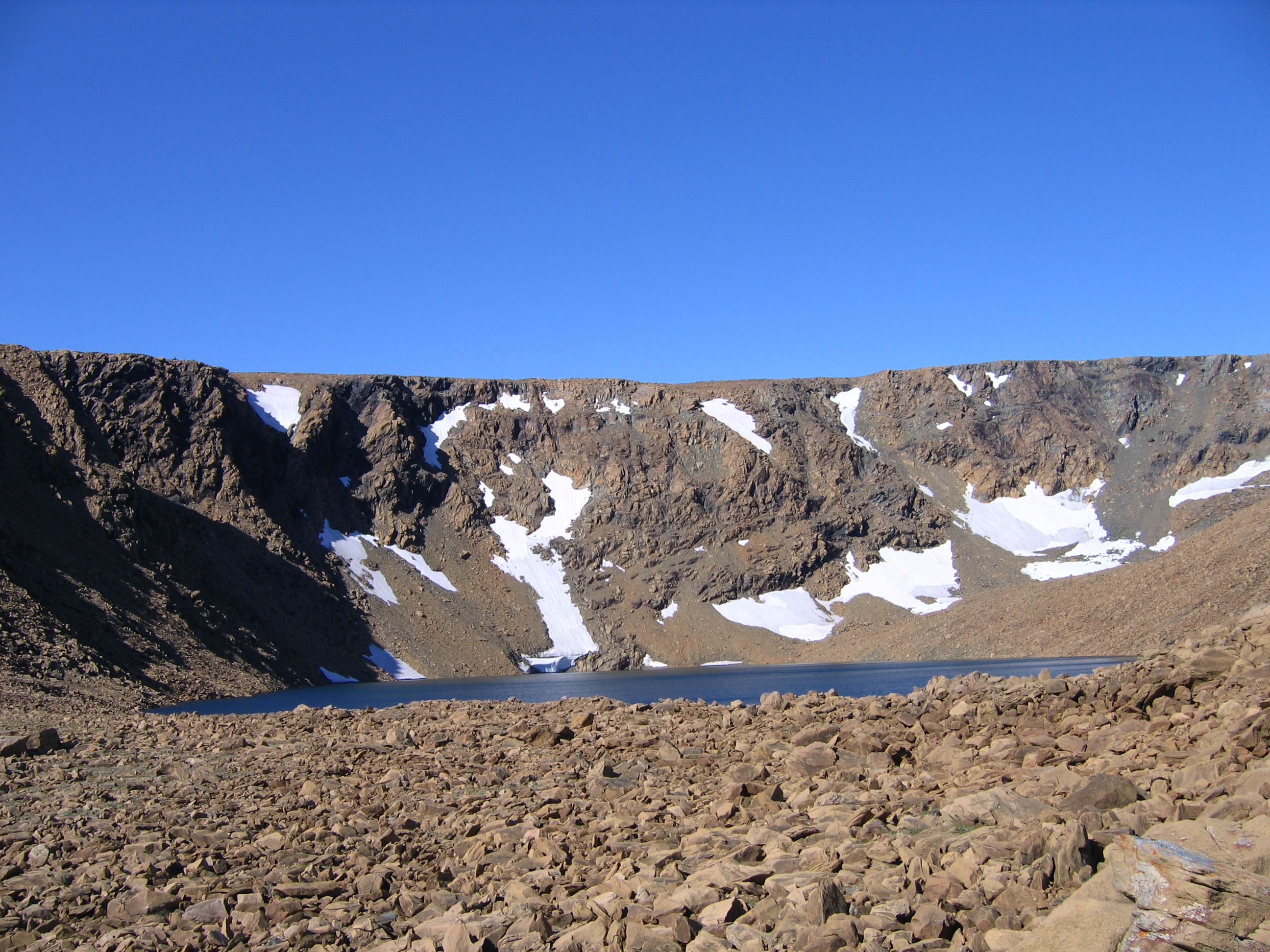
Hegyi tó a Sarki-Urálban

A Sarki-Urál vízválasztó a Pecsora és az Alsó-Ob között. Itt ered a nyugat felé tartó, Pecsorába torkolló Usza (565 km) két forrásága, valamint bal oldali mellékfolyója, a Lemva (202 km). A keleti lejtők vizeit gyűjti össze a Scsucsja (585 km), az Ob bal oldali mellékfolyója. A kevés északra tartó folyó közül legbővebb vízű a Kara (287 km), a Kara-tenger Bajdarata-öblébe torkollik.	
A folyókat jórészt hóolvadék, kisebb részben eső és gleccservíz táplálja. Tavasszal május végén, június első felében szabadulnak fel a jég alól, de októberre már ismét jégpáncél alá kerülnek és akár nyolc hónapra is befagynak, gyakran fenékig.
Nagyon sok a kis hegyi tó, különösen a Sarki-Urál északi, kiszélesedő részén; számos folyó is tómedencéből ered. A legnagyobb tó, a tektonikus repedésben keletkezett Nagy-Scsucsje közel 13 km hosszú, csupán 12 km² területű, de 136 m mély. Ez az egész Urál legmélyebb tava.

### Növényzet
A déli területek lejtőit 300–400 m magasságig luc- és vörösfenyőből álló, sok helyen nyírfával kevert ritkás tajga borítja. A magasabban és az északabbra fekvő területeken hegyi- és mohás-zuzmós tundra növényzet a jellemző. A gerincek és a csúcsok kopárak, felszínüket kőfolyások, kőtengerek, a hegylábakat törmeléktakarók fedik.